# Ch'olti'
El Ch'olti (segons ortografia de l'ALMG és una llengua maia extinta que va ser parlada a la regió Manche en l'est de Guatemala. Només es coneix d'un manuscrit escrit entre 1685 i 1695, que va ser estudiat per primera vegada per Daniel Garrison Brinton.
El ch'olti' pertany a la branca cholan de la llengües maies i està estretament relacionat amb el chontal i sobretot el ch'ortí'. El ch'olti' s'ha tornat de particular interès per a l'estudi de glifs maies, ja que sembla que la majoria dels texts glífics estan escrita en una varietat antiga del ch'olti', anomenada ch'ol clàssic, ch'olti' clàssic, o maia clàssic pels epigrafistes. Es creu que el ch'olti' clàssic va ser parlat com una forma de dialecte de prestigi a tota la regió maia durant el període clàssic.